# Municipio de Cleveland (condado de Phillips)
El municipio de Cleveland (en inglés: Cleveland Township) es un municipio ubicado en el condado de Phillips en el estado estadounidense de Arkansas. En el año 2010 tenía una población de 198 habitantes y una densidad poblacional de 3,09 personas por km².

## Geografía
El municipio de Cleveland se encuentra ubicado en las coordenadas 34°28′46″N 90°58′19″O / 34.47944, -90.97194. Según la Oficina del Censo de los Estados Unidos, el municipio tiene una superficie total de 64.05 km², de la cual 64,03 km² corresponden a tierra firme y (0,04 %) 0,02 km² es agua.

## Demografía
Según el censo de 2010, había 198 personas residiendo en el municipio de Cleveland. La densidad de población era de 3,09 hab./km². De los 198 habitantes, el municipio de Cleveland estaba compuesto por el 71,72 % blancos, el 27,27 % eran afroamericanos, el 0,51 % eran amerindios, el 0,51 % eran de otras razas. Del total de la población el 1,01 % eran hispanos o latinos de cualquier raza.